# Jack Welch
John Francis "Jack" Welch, Jr., född 19 november 1935 i Peabody, Massachusetts, död 1 mars 2020 i Boston, Massachusetts, var en amerikansk företagsledare.
Han var VD för General Electric från 1981 till 2001. Han har även skrivit flera böcker och föreläste senare som lärare på MIT Sloan School of Management.